# Louise M. Davies Symphony Hall
Louise M. Davies Symphony Hall – sala koncertowa będąca częścią San Francisco War Memorial and Performing Arts Center w San Francisco w Kalifornii. Sala na 2 743 miejsca została ukończona w 1980 roku za koszt 28 milionów dolarów, aby zapewnić San Francisco Symphony stałą siedzibę.
Wcześniej orkiestra symfoniczna dzieliła sąsiedni War Memorial Opera House z San Francisco Opera oraz San Francisco Ballet. Budowa Davies Hall umożliwiła orkiestrze symfonicznej rozwinięcie działalności do pełnoetatowego, całorocznego harmonogramu.

## Historia
Oryginalny San Francisco War Memorial składał się z dwóch budynków oraz znajdującego się między nimi Memorial Court. W 1978 roku Herbst Theatre został odrestaurowany dzięki funduszom przekazanym przez Herbst Foundation i przekazany pod zarząd wydziału War Memorial. W 1980 roku otwarto Louise M. Davies Symphony Hall, a rok później Harold L. Zellerbach Rehearsal Hall. W trakcie modernizacji sejsmicznej Veterans Building jego czwarte piętro zostało przekształcone w Wilsey Center, które otwarto w 2015 roku. San Francisco War Memorial and Performing Arts Center (War Memorial) jest jednym z najważniejszych elementów jednego z najbardziej imponujących kompleksów miejskich w Stanach Zjednoczonych.
Architekt Arthur Brown Jr., uczeń Bernarda Maybecka, współczesnego architekta z Bay Area, oraz paryskiej szkoły sztuk pięknych L’Ecole des Beaux Arts, zaprojektował zarówno San Francisco War Memorial, jak i San Francisco City Hall. Oba projekty realizowały wizję Daniela Burnhama dotyczącą zintegrowanego Civic Center. Media szeroko relacjonowały uroczyste otwarcie, w tym The New York Times i magazyn TIME
W kwietniu, maju i czerwcu 1945 roku, gdy świat był w szóstym roku globalnej wojny, dwa pierwotne budynki San Francisco War Memorial stały się miejscem narodzin Organizacji Narodów Zjednoczonych. Większość sesji plenarnych konferencji odbyła się w War Memorial Opera House, ale to na scenie Veterans Auditorium (obecnie Herbst Theatre) prezydent Truman oraz inni przywódcy państw i dygnitarze podpisali Kartę Narodów Zjednoczonych 26 czerwca 1945 roku.
Organy Davies Symphony Hall są jednymi z największych organów koncertowych w Ameryce Północnej i zaprojektowano je tak, by mogły odtwarzać całą literaturę organową od okresu przedbarokowego po współczesność.
Audytorium, mieszczące 2739 miejsc, doskonale nadaje się na koncerty, wystąpienia, czytania i prezentacje. Sala została nazwana na cześć Louise M. Davies, największej dobrodziejki finansującej jej budowę.

## Akustyka
Oryginalna sala koncertowa o powierzchni 23 400 metrów kwadratowych (252 000 stóp kwadratowych) została zaprojektowana we współpracy z akustykiem San Francisco Symphony, Robertem Newmanem, oraz Kurtem Herbertem Adlerem z San Francisco Opera. W 1990 roku SOM (Skidmore, Owings & Merrill) oraz akustyk Lawrence Kirkegaard zostali poproszeni przez orkiestrę symfoniczną o ocenę sali koncertowej w celu rozwiązania problemów akustycznych związanych z jej objętością i rozmiarem obszaru widowni.
Zespół SOM opracował i wdrożył program ulepszeń o wartości 10 milionów dolarów, który obejmował redukcję liczby miejsc siedzących z 3 063 do 2 843 oraz dodanie dwóch nowych przejść. Wprowadzono również inne zmiany mające na celu poprawę odbicia dźwięku. Prace te znacznie poprawiły akustykę Davies Hall, rozwiązując wcześniejsze problemy i podkreślając pierwotną decyzję o stworzeniu obiektu wielofunkcyjnego, a nie wyłącznie sali symfonicznej.